# Фард
Фард (араб. فرض‎, также фарз, فريضة‎, фари́за, мн. ч. فرائض‎, фара́ид) — в шариате — поступки и нормы поведения, включая нормы благочестия и ритуальные действия, которые предписано выполнять и соблюдать как религиозные заповеди. Примерами действий-фард являются ежедневная пятикратная молитва, соблюдение поста в месяце Рамадан.
В целом предписания-фард основаны на ясных и бесспорных доказательствах из Корана и сунны. В ханафитском мазхабе словом «фард» обозначаются только те предписания, которые основываются на Коране, сунне и консенсусе учёных, а предписания, которые выведены логически, именуются ваджиб; в других мазхабах «фард» и «ваджиб» являются синонимами. Несоблюдение предписаний-фард ведёт к гневу Аллаха, а отрицающий их обязательность человек перестаёт быть мусульманином.
Поступки-фард подразделяются на два вида. Фард аль-айн (араб. فرض العين‎) — действия, за которые имеется индивидуальная ответственность, обязательные для всех без исключения (например, молитва и те действия, которые с ней связаны; совершение хаджа). Фард аль-кифая (فرض الكفاية‎) — коллективные действия, обязательные для мусульман в целом, но которые можно не выполнять, если достаточное количество мусульман уже ими занимаются (например, джаназа-намаз или ведение военных действий для защиты жизни и имущества людей от агрессии). Также фард аль-кифайя может означать социальную ответственность перед нуждающимися.